# Chelonogastra koebelei
Chelonogastra koebelei är en stekelart som beskrevs av William Harris Ashmead 1900. Chelonogastra koebelei ingår i släktet Chelonogastra och familjen bracksteklar. Inga underarter finns listade i Catalogue of Life.